# 五ヶ所湾

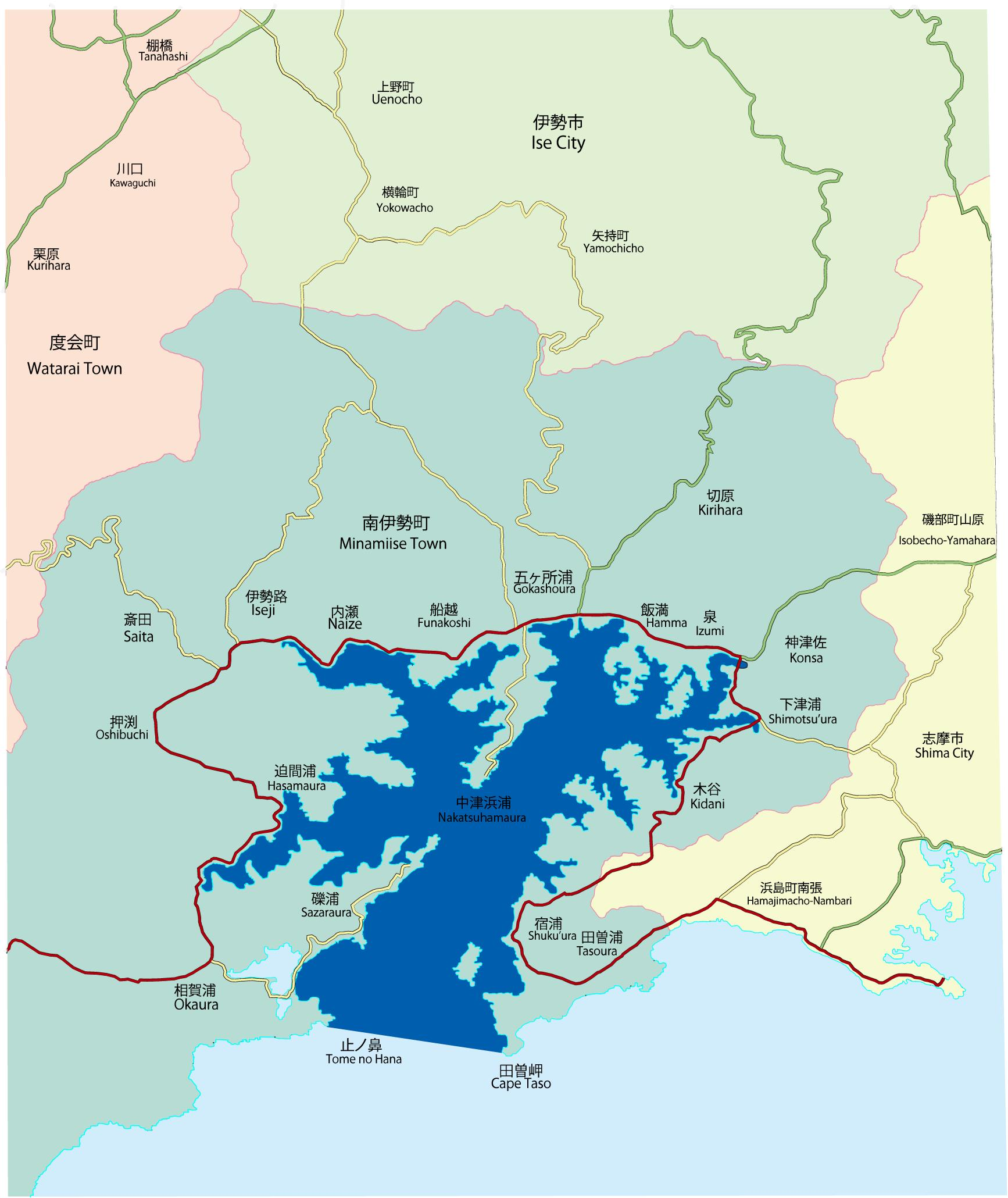
五ヶ所湾の範囲（濃青色）

五ヶ所湾（ごかしょわん、英語：Gokasho bay）は三重県度会郡南伊勢町にある湾。田曽岬と止の鼻が湾口を成し、湾最奥部に町の中心集落の五ヶ所浦がある｡ その地形から楓江（ふうこう）の異名を持つ。現地の堤防には「伊勢の南玄関」と表記されている。

## 概要

五ヶ所湾の空中写真。
2015年12月13日撮影の74枚を合成作成。

志摩半島の一部であり、典型的なリアス式海岸となっている｡五ヶ所湾沿岸部を含む南伊勢町は平地がきわめて少ない。湾岸の概形は、別名の「楓江」の通りカエデの形に似ている。付近は伊勢志摩国立公園に指定されている｡ 湾内には葛島や七日島をはじめ、いくつかの島や岩礁が見られる。いずれも無人島である｡
沿岸の地区には「浦」と付くものが多く、地域の人の間では、しばしば「浦」を省略して呼称される｡ 
- （例）五ヶ所浦→五ヶ所、礫浦（さざらうら）→礫

### 名前の由来
湾内に5ヶ所の天然の良港があったことから。

## 地形
湾口付近は海食崖が発達し、削られた土砂が沿岸流で運ばれ、小さな砂嘴（さし）を形成する。この海食崖の高さは伊豆半島に見られるような高いものではなく、小さな湾に釣り合う規模である。砂嘴は湾の内外に見られ、ラグーン（潟湖）を形成する。（例）相賀浦の大池
湾奥には強い波は来ず、真珠養殖が行われている。

## 経済

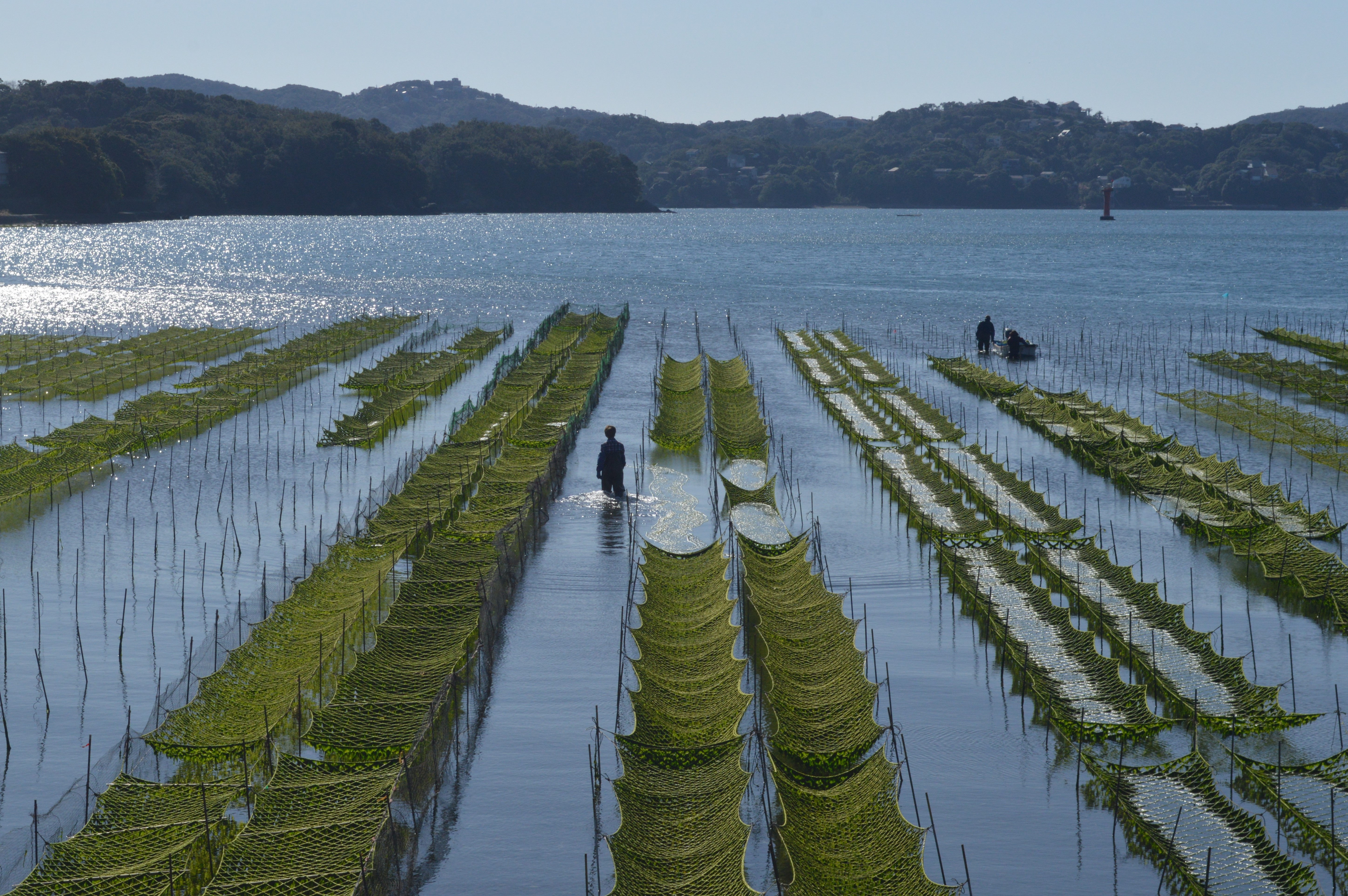
五ヶ所湾のノリ養殖

真珠や鯛、ハマチ、アオノリの養殖が盛んであるほか、カツオの遠洋漁業基地になっている港もある。

### 観光業
志摩ヨットハーバーやマリンパーク・くまの灘など、マリンスポーツが中心となっている。海釣りスポットも点在する。民宿や旅館などの宿泊施設が数軒ある。2003年（平成15年）6月には、官民一体の「五ヶ所湾きらりふれあいの会」が結成され、「海と山の暮らしとふれあう本物の体験」をコンセプトとしたイベントや体験プログラムを実施している。

## 交通
以前は湾岸の各地区を結ぶ旅客船が就航していたが現在は廃止され、南伊勢町営バスがその役割を引き継いでいる。ほぼ湾岸沿いに国道260号が走っている。湾岸区間は平地が少ないため、トンネルやカーブが多い。